# Philodendron edmundoi
Philodendron edmundoi är en kallaväxtart som beskrevs av Graziela Maciel Barroso. Philodendron edmundoi ingår i släktet Philodendron och familjen kallaväxter. Inga underarter finns listade.